# جنيفر وارد كلارك
جنيفر وارد كلارك (بالإنجليزية: Jennifer Ward Clarke)‏ هي عازفة تشيلو بريطانية، ولدت في 20 يونيو 1935 في Yateley ‏ في المملكة المتحدة، وتوفيت في 1 مارس 2015.

## وصلات خارجية
- جنيفر وارد كلارك على موقع ميوزك برينز (الإنجليزية)
- جنيفر وارد كلارك على موقع أول ميوزيك (الإنجليزية)
- جنيفر وارد كلارك على موقع ديسكوغز (الإنجليزية)